# 다비트 토말라
다비트 파베우 토말라(폴란드어: Dawid Paweł Tomala, 1989년 8월 27일~)는 폴란드의 육상 선수로 주 종목은 경보이다. 2020년 하계 올림픽 남자 경보 50km 부문에서 금메달을 획득했다.

## 수상

### 수훈
- 사령관십자 폴란드 재건국 훈장(2021년)